# Cristian Mejía
Cristian de Jesús Mejía Martínez (Barranquilla, 11 de outubro de 1990) é um futebolista colombiano que atua como atacante. Atualmente joga pelo  Atlético Huila. Participou do Campeonato Sul-Americano de Futebol Sub-20 de 2009.